# Let's Get to It Tour
Let's Get to It Tour è stata la quarta tournée di concerti della cantante australiana Kylie Minogue, intrapreso nel 1991 per promuovere l'album in studio dell'artista Let's Get to It.
Il tour si è esteso esclusivamente tra Regno Unito e Irlanda.

## Sviluppo
La tournée è stata concepita come un riadattamento del precedente Rhythm of Love Tour con l’aggiunta in scaletta dei nuovi brani contenuti nell’album Let’s Get to It, di cui il tour è a supporto.

### Costumi
La cantante si è affidata per la scelta del guardaroba allo stilista inglese John Galliano, che sancisce la prima collaborazione tra la cantante e le grandi griff. Gli outfit sono stati giudicati estremamente sexy, tanto che la critica ha ribattezzo, nei media, quest’era della Minogue come “SexKylie”. Tra gli abiti indossati, figura un trench in plastica trasparente al di sotto del quale la popstar indossa lingerie bianca, mentre in un altro segmento dello show, Kylie indossa un completo a rete, perizoma e capello da poliziotta.

## Scaletta
ATTO I
1. Step Back in Time
2. Wouldn't Change a Thing
3. Got to Be Certain
4. Always Find the Time
5. Enjoy Yourself
6. Tears on My Pillow
7. Secrets

ATTO II
1. Let's Get to It
2. Word Is Out
3. Finer Feelings

ATTO III
1. I Should Be So Lucky
2. Love Train
3. If You Were with Me Now
4. Je Ne Sais Pas Pourquoi
5. Too Much of a Good Thing
6. Hand on Your Heart
7. What Do I Have to Do

ENCORE
1. I Guess I Like It Like That
2. The Loco-Motion
3. Shocked
4. Better the Devil You Know

### Variazioni alla scaletta
A Dublino e a Londra, la Minogue è stata raggiunta da Jazzi P per la performance di Shocked

## Date del tour
| Data             | Città       | Paese       | Sede                          |
| ---------------- | ----------- | ----------- | ----------------------------- |
| 25 ottobre 1991  | Plymouth    | Regno Unito | Plymouth Pavilions            |
| 26 ottobre 1991  | Birmingham  | Regno Unito | NEC Arena                     |
| 27 ottobre 1991  | Nottingham  | Regno Unito | Nottingham Royal Concert Hall |
| 29 ottobre 1991  | Londra      | Regno Unito | Wembley Arena                 |
| 30 ottobre 1991  | Londra      | Regno Unito | Wembley Arena                 |
| 31 ottobre 1991  | Manchester  | Regno Unito | Manchester Apollo             |
| 1º novembre 1991 | Whitley Bay | Regno Unito | Whitley Bay Ice Rink          |
| 3 novembre 1991  | Aberdeen    | Regno Unito | AECC Arena                    |
| 4 novembre 1991  | Edimburgo   | Regno Unito | Edinburgh Playhouse           |
| 5 novembre 1991  | Edimburgo   | Regno Unito | Edinburgh Playhouse           |
| 6 novembre 1991  | Sheffield   | Regno Unito | Sheffield City Hall           |
| 8 novembre 1991  | Dublino     | Irlanda     | Point Theatre                 |

## Registrazioni e broadcasting
Il concerto tenutosi a Dublino l'8 novembre 1991 è stato registrato e poi pubblicato con il titolo Live! o Live in Dublin (per il mercato australiano) il 9 aprile 1992. Lo speciale è stato distribuito in VHS, mentre in Giappone è stato diffuso anche in formato LaserDisc.
Il filmato è intervallato da video inediti del dietro le quinte – ripresi durante le prove e i sound-check – che offrono uno sguardo esclusivo su Kylie fuori dal palco, mentre si prepara per la sua esibizione.
Sebbene eseguite durante il concerto, lo speciale non contiene le performance delle seguenti canzoni: Hand on Your Heart, Je Ne Sais Pas Pourquoi, Enjoy Yourself, Secrets e Tears on My Pillow.
Got to Be Certain, Finer Feelings e I Guess I Like It Like That sono invece state editate appositamente per Live! da Gareth Maynard.

### Critica
Come riporta un articolo del 1992 firmato da Andrew Perry: "Il  Let's Get To It Tour di Kylie è stato ampiamente stroncato come un pallido tentativo di emulare il Blond Ambition Tour di Madonna. Quindi [Live!] sarebbe il A letto con Madonna di Kylie, giusto? Beh, non proprio, anche se ci sono clip di buffi siparietti dietro le quinte (la ormai decisamente post-adolescente Ms Minogue che flirta con i suoi muscolosi ballerini neri, il costumista "Mr Galliano" che spiega come ha ottenuto il lavoro – mi ha sedotto in un club) Live! fa ben poco per essere considerato un'opera cinematografica. È semplicemente un video live, ed è un peccato, perché se vuole davvero affermarsi come una diva matura, deve sfoggiare quegli atteggiamenti e quelle grazie al massimo. Se ha effettivamente cantato dal vivo, ha una gran bella voce, ma lo spettacolo doveva comunque portarsi dietro il fardello dei suoi primi successi".

## Personale
Principali
- Kylie Minogue – produzione, concept, guardaroba
- Terry Blamey – amministratore
- Adrian Scott – direttore musicale
- Nick Pitts – tour manager
- Henry Crallam – direttore di produzione
- Clive Franks – responsabile audio
- Jonathon Smeeton – direttore delle luci
- Venol John – coreografo
- Yvonne Savage – assistente
- John Galliano – guardaroba

Musicisti
- Adrian Scott – tastiere
- John Creech – batteria
- Jamie Jardine – chitarra
- Craig Newman – basso
- Tania Smith – tastiere
- Jamie O'Neal – cori
- Susie Ahern – cori
- James Uluave – cori

Ballerini
- Venol John – ballerino
- Richard Allen – ballerino
- Cosima Dusting – ballerina
- Simone Kay – ballerina
- Mitchell Bartlett – ballerino